# Fred szczęściarz
Fred szczęściarz (ang. Lucky Fred, od 2011) – hiszpański-włoski-filipiński serial animowany stworzony przez Myriam Ballesteros. Wyprodukowany przez Imira Entertainment.
Światowa premiera serialu miała miejsce 1 listopada 2011 roku na hiszpańskim Disney Channel. W Polsce premiera serialu odbyła się 20 maja 2013 roku na kanale Nickelodeon.

## Opis fabuły
Serial opowiada o przygodach 13-letniego Freda, który pewnego dnia idąc spacerkiem zobaczył spadającego robota, który leciał prosto na niego, powodując niewielkie trzęsienie ziemi. Dzięki elektronicznemu urządzeniu Fred może sobie wyobrazić co tylko zechce. Robot Piętaszek miał być własnością sąsiadki Freda, Brygidy, znanej jako agentka Brydzia Bystrzak, która pomaga Fredowi i chroni swoją galaktykę.

## Bohaterowie

### Pierwszoplanowi
- Frederick „Fred” Luckpuig – główny bohater kreskówki. Ma 13 lat. Uczy się w szkole średniej. Jest wesoły i entuzjastyczny. Dzięki wielokszałtnemu robotowi, Piętaszkowi, może sobie pomarzyć o czym tylko zechce.
- Brygida „Brydzia” Robot (pseudonim: Agentka Bystrzak) – sąsiadka Freda, córka Komandora oraz agentka, która walczy z kosmitami i chroni swoją galaktykę.
- Annihilator 9-0-9-0-9-0-Niner „Piętaszek” – wielokształny robot, który na początku miał być własnością sąsiadki Freda, Brygidy. Słucha tylko i wyłącznie rozkazów Freda. Potrafi zmienić się we wszystko, np. w rakietę tenisową, laser i wiele innych.

### Drugoplanowi
- Komandor, Super-Dowódca – komandor Międzygwiezdnej floty strażników pokoju „Obrońców” a także ojciec Brydzi.
- Sir Percival – najlepszy kumpel Freda, kochający muzykę i taniec.
- Nora – ukochana Freda.
- Thomas – kumpel Freda kochający komiksy i piłkę nożną, kiedyś kolekcjonował butelki i ponazywał je np. Pan Nakrętka, bo kiedyś chciał mieć zwierzę.
- Eddie – ekolog myślący o szlachetnych celach np. szale dla dzieci, koncert dla wielorybów itp. Utalentowany muzycznie, potrafi grać na wielu instrumentach, często nieświadomie rywalizuje z Fredem o Norę.
- Morton Kaczychód – chodzi do klasy Freda. Dziennikarz śledczy, właściciel strony plotkarskiej „Krótki Raport”. Miał już kilka spotkań z kosmitami, a nawet parę dowodów na tajemną tożsamość Brydzi Bystrzak. Nigdy nie udało mu się nikomu tego udowodnić.
- Wally Krakaczewski – łobuz szkolny z niskim ilorazem inteligencji.
- Corky Kaczychód – siostra Morta Kaczychoda, mistrzyni tenisa.
- Robert Robert „Robo-Tata” – sztuczny tata Brydzi Bystrzak, przestarzały, głupi robot firmy Robo Starzy, zawsze gdy usłyszy słowo podobne do słowa robot nawet wyrwane z tematu Robo-Rodziców, odpowiada „Ależ ja nie jestem robotem, nazywam się Robert Robert, nie Robot Robot”.
- Roberta Robert „Robo-Mama” – sztuczna mama Brydzi Bystrzak, przestarzała, głupia robotka firmy Robo Starzy, zawsze gdy usłyszy słowo podobne do słowa robot nawet wyrwane z tematu Robo-Rodziców zaprzecza bycia maszyną.
- Dyrektorka Darling – dyrektorka szkoły Freda.
- Fraktal – niemiły nauczyciel fizyki w szkole Freda.
- Pan Migdał – nauczyciel historii w szkole Freda z wiecznym katarem.
- Simon Lakpucz – tata Freda, wysportowany sportowiec.
- Jajogłowy – najmądrzejsza istota w galaktyce. Wróg Brydzi nr 1. Ciągle mieszka z mamą.
- Przytulaki-słodziaki – słodkie istoty o wrednym charakterze.
- Kosmosempy – rasa mięsożerców.

### Epizodyczni
- Żelatyna – zwierzę Brydzi, zmiennokształtna galareta, kiedy Brydzia jest na Ziemi Żelatyna jest przetrzymywana w skronisku o zaostrzonym rygorze.
- Mama Jajogłowego – matka Jajogłowego, fanka Ronaldonio. Jajogłowy ciągle z nią mieszka. Lubi gdy ludzie mają okrągłe brzuchy, bo przypominają jej jajka.
- Timmy Gordecki – konstruktor Prętka, robota do walk robotów, 27-krotnego mistrza walk „Zniszcz ten złom”.
- Prętek – robot do walk skonstruowany przez Timmy'ego Gordeckiego. Jedyna przegrana jaką zaliczył to z „Walecznym Piętaszkiem”. Ma silnik kosiarki.
- Simona – dziewczyna zaatakowana przez potwora z kosmosu o nazwie szlametra w odcinku Piżama party.

## Obsada
- Rupert Degas –
  - Frederick „Fred” Luckpuig,
  - Komandor,
  - Thomas,
  - Wally K
- Elizabeth Sankey –
  - Brydzia Bystrzak,
  - Morton Kaczychód
- Paul Kaye –
  - Piętaszek,
  - pan Migdał
  - pan Fraktal
- Jules de Jongh –
  - Sir Percival,
  - Nora,
  - Corky Kaczychód
- David Freedman – Eddie
- Beth Chalmers – dyrektorka Darling

## Spis odcinków
| Premiera odcinka | N/o | Polski tytuł                                   | Angielski tytuł                      |
| ---------------- | --- | ---------------------------------------------- | ------------------------------------ |
|                  |     |                                                |                                      |
| SERIA PIERWSZA   |     |                                                |                                      |
|                  |     |                                                |                                      |
| 20.05.2013       | 01  | Nudy na pudy                                   | Boredom Blues                        |
|                  |     |                                                |                                      |
| 20.05.2013       | 02  | Rozkoszna psinka                               | Puppy Love                           |
|                  |     |                                                |                                      |
| 21.05.2013       | 03  | Solówa                                         | Unready to Rumble                    |
|                  |     |                                                |                                      |
| 22.05.2013       | 04  | Robo Mama                                      | Mom-Bot                              |
|                  |     |                                                |                                      |
| 23.05.2013       | 05  | Agent Alfa 1                                   | Agent Alpha One                      |
|                  |     |                                                |                                      |
| 24.05.2013       | 06  | Festiwal nauki                                 | Science Unfair                       |
|                  |     |                                                |                                      |
| 27.05.2013       | 07  | O mały włos                                    | Fred’s Close Shave                   |
|                  |     |                                                |                                      |
| 28.05.2013       | 08  | Najlepsze przyjaciółki dziewczyn to dziewczyny | Girlfriends Are a Girl’s Best Friend |
|                  |     |                                                |                                      |
| 29.05.2013       | 09  | Czerwony guzik                                 | The Red Button                       |
|                  |     |                                                |                                      |
| 30.05.2013       | 10  | Waleczny Piętaszek                             | Crushing Friday                      |
|                  |     |                                                |                                      |
| 31.05.2013       | 11  | Robo-rodzice                                   | Fake Robot Parents                   |
|                  |     |                                                |                                      |
| 03.06.2013       | 12  | Pogodynek                                      | Weather Boy                          |
|                  |     |                                                |                                      |
| 04.06.2013       | 13  | Masz e-maila                                   | You’ve Got Fe-Mail                   |
|                  |     |                                                |                                      |
| 05.06.2013       | 14  | Problem z matmą                                | Brain’s Math Problem                 |
|                  |     |                                                |                                      |
| 06.06.2013       | 15  | Maskotka                                       | Basket Bunny                         |
|                  |     |                                                |                                      |
| 07.06.2013       | 16  | Afera butelkowa                                | Bottle Racquet                       |
|                  |     |                                                |                                      |
| 10.06.2013       | 17  | Dzień, w którym zatrzymali się chłopcy         | The Day the Boys Stood Still         |
|                  |     |                                                |                                      |
| 11.06.2013       | 18  | Pułapka na myszy                               | Mouse Trap                           |
|                  |     |                                                |                                      |
| 12.06.2013       | 19  | Król misiów z kanałów                          | King of the Sewer Bears              |
|                  |     |                                                |                                      |
| 13.06.2013       | 20  | Pachnąca księżniczka                           | The Smelly Princess                  |
|                  |     |                                                |                                      |
| 14.06.2013       | 21  | Żuczek gnojarek                                | The Dung Beetle                      |
|                  |     |                                                |                                      |
| 17.06.2013       | 22  | Najlepsza jazda w ich życiu                    | The Ride Of Their Lives              |
|                  |     |                                                |                                      |
| 18.06.2013       | 23  | Reżyser                                        | Return of the Dirt Demonds           |
|                  |     |                                                |                                      |
| 19.06.2013       | 24  | Nowy Fred                                      | The New Fred                         |
|                  |     |                                                |                                      |
| 20.06.2013       | 25  | Tata trener                                    | Coach Dad                            |
|                  |     |                                                |                                      |
| 21.06.2013       | 26  | Piżama party                                   | The Thing That Slept Over            |
|                  |     |                                                |                                      |
| 27.08.2013       | 27  | Zemsta Jajogłowego                             | Egghead’s Revenge                    |
|                  |     |                                                |                                      |
| 28.08.2013       | 28  | Niespodziewany wolny dzień                     | Surprise Day Off                     |
|                  |     |                                                |                                      |
| 29.08.2013       | 29  | Noc świętego Jana                              | San Juan Night                       |
|                  |     |                                                |                                      |
| 30.08.2013       | 30  | Robo-Brydzia                                   | Braianna-bot                         |
|                  |     |                                                |                                      |
| 31.08.2013       | 31  | Zdemobilizowany Piętaszek                      | Friday Gets Recalled                 |
|                  |     |                                                |                                      |
| 10.09.2013       | 32  | Gra Freda                                      | Fred’s Game                          |
|                  |     |                                                |                                      |
| 11.09.2013       | 33  | Książki i róże                                 | Books And Roses                      |
|                  |     |                                                |                                      |
| 12.09.2013       | 34  | Krótki raport                                  | The Short Report                     |
|                  |     |                                                |                                      |
| 13.09.2013       | 35  | Tajemnicze spotkania                           | Fred Gets Crushed                    |
|                  |     |                                                |                                      |
| 16.09.2013       | 36  | Paproch                                        | Dusty Rides Again                    |
|                  |     |                                                |                                      |
| 17.09.2013       | 37  | Muzyk                                          | Mister Perfect                       |
|                  |     |                                                |                                      |
| 18.09.2013       | 38  | Bez Piętaszka                                  | Afternoon Off                        |
|                  |     |                                                |                                      |
| 19.09.2013       | 39  | Wiewióro-fobia                                 | Squirrel Scare                       |
|                  |     |                                                |                                      |
| 20.09.2013       | 40  | Foty Morta                                     | The Big Picture                      |
|                  |     |                                                |                                      |
| 23.09.2013       | 41  | Fred pechowiec                                 | Unlucky Fred                         |
|                  |     |                                                |                                      |
| 24.09.2013       | 42  | Miłosny dezodorant                             | Love Deodorant                       |
|                  |     |                                                |                                      |
| 25.09.2013       | 43  | Super Tomasz                                   | Super Thomas                         |
|                  |     |                                                |                                      |
| 26.09.2013       | 44  | Żelatyna                                       | Gelatina                             |
|                  |     |                                                |                                      |
| 27.09.2013       | 45  | Spisek                                         | The Great Conspiracy                 |
|                  |     |                                                |                                      |
| 30.09.2013       | 46  | Parada                                         | Float Fault                          |
|                  |     |                                                |                                      |
| 01.10.2013       | 47  | Olbrzymy i wielkie głowy                       | Giants & Bigheads                    |
|                  |     |                                                |                                      |
| 02.10.2013       | 48  | Żabka                                          | Corky’s Prince                       |
|                  |     |                                                |                                      |
| 03.10.2013       | 49  | Karonetka                                      | Carrotade                            |
|                  |     |                                                |                                      |
| 04.10.2013       | 50  | Bakcyl mody                                    | Fred Takes a Shot                    |
|                  |     |                                                |                                      |
| 04.10.2013       | 51  | Detektyw Fred                                  | Braianna Gets the Boots              |
|                  |     |                                                |                                      |
| 05.10.2013       | 52  | Białe szaleństwo                               | Snow Trip                            |
|                  |     |                                                |                                      |